# Vitor Hugo dos Santos
Vitor Hugo Silva Mourão dos Santos (* 1. Februar 1996 in Rio de Janeiro) ist ein brasilianischer Leichtathlet, der in den Sprintdisziplinen an den Start geht.

## Sportliche Laufbahn
Vitor Hugo dos Santos tritt seit 2011 in Wettkämpfen im Sprint an. Damals siegte er über 200 Meter bei den Brasilianischen U18-Meisterschaften. Im Jahr darauf gewann er die nationalen U18-Titel über 100 und 200 Meter, bevor er im Oktober über 200 Meter bei den U18-Südamerikameisterschaften in Argentinien an den Start ging, bei denen er mit einer Zeit von 21,49 s die Silbermedaille gewinnen konnte. 2013 wurde dos Santos Brasilianischer U20-Meister über 200 Meter und konnte auch bei den Meisterschaften der Erwachsenen in das Finale einziehen. Im Juli startete er bei den U18-Weltmeisterschaften in Donezk. Den 100-Meter-Lauf beendete er auf dem sechsten Platz. Über 200 Meter gewann er mit Bestzeit von 20,67 s die Silbermedaille. Nur einen Monat später nahm er an den U20-Panamerikameisterschaften in Medellín teil, bei denen er über 200 Meter Silber und mit der Staffel Bronze gewann. Im Oktober gewann er in diesen zwei Disziplinen jeweils eine Goldmedaille bei den U20-Südamerikameisterschaften, die erneut in Argentinien stattfanden.
2014 qualifizierte sich dos Santos über 100 und über 200 Meter für die U20-Weltmeisterschaften in Eugene. Während er im Halbfinale der 200 Meter disqualifiziert wurde, belegte er über 100 Meter den insgesamt 22. Platz. 2015 trat er mit der 4-mal-100-Meter-Staffel bei den IAAF World Relays auf den Bahamas an, bei denen die Staffelläufer mit 38,63 als Vierte eine Medaille knapp verpassten. Im Mai gewann er die Goldmedaille im 100-Meter-Lauf bei den U20-Südamerikameisterschaften in Ecuador. Im Juli wurde er erstmals Brasilianischer Meister, nachdem er die Titel über 100 und 200 Meter gewinnen konnte, wobei er sich über 100 Meter auf 10,22 s verbesserte. Ende Juli nahm er in Toronto erstmal an den Panamerikanischen Spielen teil. Während er über 200 Meter nach dem Vorlauf ausschied, konnte er mit der Staffel die Silbermedaille gewinnen. 2016 konnte er den Meistertitel über 100 Meter verteidigen, wobei er sich im Halbfinale bis auf 10,11 s verbesserte. Im August nahm er mit der Staffel an den Olympischen Spielen in der brasilianischen Heimat teil. Mit einer Zeit von 38,41 s im Finale konnte man auf dem sechsten Platz das Ziel erreichen.
2017 wurde die brasilianische 4-mal-100-Meter-Staffel bei den IAAF World Relays nach dem Vorlauf disqualifiziert. 2018 trat er in all seinen drei Sprintdisziplinen bei den Südamerikaspielen in Bolivien an. Nach einem vergleichsweise durchwachsenen Jahr 2017 lief er im Finale der 100 Meter in 10,12 s zu Bronze und kam damit seiner Bestzeit ganz nahe. Nur einen Tag später gewann er über 200 Meter die Silbermedaille, wobei seine Zeit von 20,21 eine deutliche Verbesserung der Bestzeit darstellte, die er seitdem bislang nicht unterbieten konnte. Noch am selben Tag gewann er mit der Staffel zudem Bronze. 2019 verbesserte dos Santos seine 100-Meter-Bestzeit im Vorlauf der Brasilianischen Meisterschaften, bei denen er schließlich Bronze gewann, auf 10,07 s. Damit erfüllte er die Voraussetzungen, um bei den Weltmeisterschaften in Doha über diese Distanz an den Start gehen zu können. Im Vorlauf kam er dort allerdings nicht über 10,42 s hinaus und schied somit vorzeitig aus. Besser lief es für ihn mit der Staffel, die im Finale als Vierte die Medaillenränge zwar knapp verpasste, aber mit 37,72 s einen neuen Südamerikarekord aufstellte. Im Oktober nahm er an den Militärweltspielen in Wuhan teil, konnte allerdings in keiner seiner Disziplinen das Finale erreichen.

## Wichtige Wettbewerbe
| Jahr                  | Veranstaltung                 | Ort                   | Platz                 | Disziplin             | Zeit                  |
| Startet für Brasilien | Startet für Brasilien         | Startet für Brasilien | Startet für Brasilien | Startet für Brasilien | Startet für Brasilien |
| --------------------- | ----------------------------- | --------------------- | --------------------- | --------------------- | --------------------- |
| 2012                  | U18-Südamerikameisterschaften | Mendoza               | 2.                    | 200 m                 | 21,49 s               |
| 2013                  | U18-Weltmeisterschaften       | Donezk                | 6.                    | 100 m                 | 10,53 s               |
| 2013                  | U18-Weltmeisterschaften       | Donezk                | 2.                    | 200 m                 | 20,67 s               |
| 2013                  | U20-Panamerikameisterschaften | Medellín              | 2.                    | 200 m                 | 20,73 s               |
| 2013                  | U20-Panamerikameisterschaften | Medellín              | 3.                    | 4 × 100 m             | 39,96 s               |
| 2013                  | U20-Südamerikameisterschaften | Resistencia           | 1.                    | 200 m                 | 20,74 s               |
| 2013                  | U20-Südamerikameisterschaften | Resistencia           | 1.                    | 4 × 100 m             | 40,32 s               |
| 2014                  | U20-Weltmeisterschaften       | Eugene                | 22.                   | 100 m                 | 10,81 s               |
| 2014                  | U20-Weltmeisterschaften       | Eugene                |                       | 200 m                 | DSQ                   |
| 2015                  | IAAF World Relays             | Nassau                | 4.                    | 4 × 100 m             | 38,63 s               |
| 2015                  | U20-Südamerikameisterschaften | Cuenca                | 1.                    | 100 m                 | 10,29 s               |
| 2015                  | Panamerikanische Spiele       | Toronto               | 2.                    | 4 × 100 m             | 38,68 s               |
| 2015                  | U20-Panamerikameisterschaften | Edmonton              | 6.                    | 100 m                 | 10,61 s               |
| 2016                  | Olympische Sommerspiele       | Rio de Janeiro        | 49.                   | 100 m                 | 10,36 s               |
| 2016                  | Olympische Sommerspiele       | Rio de Janeiro        | 6.                    | 4 × 100 m             | 38,41 s               |
| 2018                  | Südamerikaspiele              | Cochabamba            | 3.                    | 100 m                 | 10,12 s               |
| 2018                  | Südamerikaspiele              | Cochabamba            | 2.                    | 200 m                 | 20,21 s               |
| 2018                  | Südamerikaspiele              | Cochabamba            | 3.                    | 4 × 100 m             | 39,54 s               |
| 2019                  | Weltmeisterschaften           | Doha                  | 41.                   | 100 m                 | 10,42 s               |
| 2019                  | Weltmeisterschaften           | Doha                  | 4.                    | 4 × 100 m             | 37,72 s               |

## Persönliche Bestleistungen
Freiluft
- 100 m: 10,07 s, 29. August 2019, Bragança Paulista
- 200 m: 20,21 s, 7. Juni 2018, Cochabamba

Halle
- 60 m: 6,64 s, 17. Januar 2018, São Caetano do Sul